# Francisco Iturrino
Francisco Nicolás Iturrino González (Santander, 9 de septiembre de 1864 - Cagnes-sur-Mer, Francia, 20 de junio de 1924) fue un pintor y aguafortista español considerado junto con Juan de Echevarría la esencia del fovismo en España.

## Biografía
Nacido en la capital cántabra, su familia se instaló en Bilbao en 187, donde  recibe clases de dibujo en una academia y de su tío, el músico, poeta y pintor Elviro González. En 1882 obtiene el título de bachiller al término de sus estudios en el colegio de los Agustinos de Bilbao. Terminados sus estudios  se trasladó a Lieja en 1884 para estudiar Ingeniería, ocupación que dejó para dedicarse a la pintura.  En 1890 se traslada a Bruselas donde entabla amistad con el pintor Henri Evenepoel. En 1895, año en que Ambroise Vollard organiza la primera exposición de Cézanne en su galería, se marcha a París. Entra como alumno en el atelier de Gustave Moreau, donde conoce a Matisse. En 1898 comienza su vida nómada, característica que impregnará toda su vida posterior. Alterna estancias en París con largas temporadas que pasa en Salamanca, Sevilla, Córdoba, Motrico, Málaga y Madrid. 
En ese periodo hizo varios viajes por Europa, contactando en París con el círculo de Picasso, con el que montó dos exposiciones en 1901. En 1903 volvió a Motrico, y continuó viajanado por la geografía española. En aquel tiempo sus obras se venden a bajo precio y vive problemas económicos.
En 1910 se encuentra con Matisse en Sevilla para acompañarle en su viaje a Marruecos durante el invierno de 1911-1912. En 1920 se le manifiestan los primeros síntomas de gangrena, por lo que sufre la amputación de una pierna el año siguiente, así como nuevas intervenciones quirúrgicas posteriores que le llevan a una situación económica precaria. Con la ayuda de Élie Faure –que en 1922 organiza una exposición en su beneficio en la Galerie Rosenberg de París, en la que junto a cuadros suyos pertenecientes a la colección de Ambroise Vollard se exponen otros, donados por sus amigos-pintores–, se retira al sur de Francia, a Cagnes-sur-Mer, donde fallece en 1924.
De sus visitas a Francia se destaca su amistad con Matisse, a quien sirvió de cicerone en 1910 en su viaje a Sevilla. Se conocen varios retratos suyos, como el que le hizo André Derain en 1914 (conservado en el Centre Georges Pompidou) o el de Juan de Echevarría.
En 1920 fue operado de una pierna en Madrid, miembro que acabó por serle amputado. En 1922 se retiró a vivir a Cagnes-sur-Mer donde falleció dos años después.

## Selección de obras
- Feria de Ganado Salamanca 1898
- Mujer con mantilla blanca, 1900-01
- Dos gitanas, 1901-03

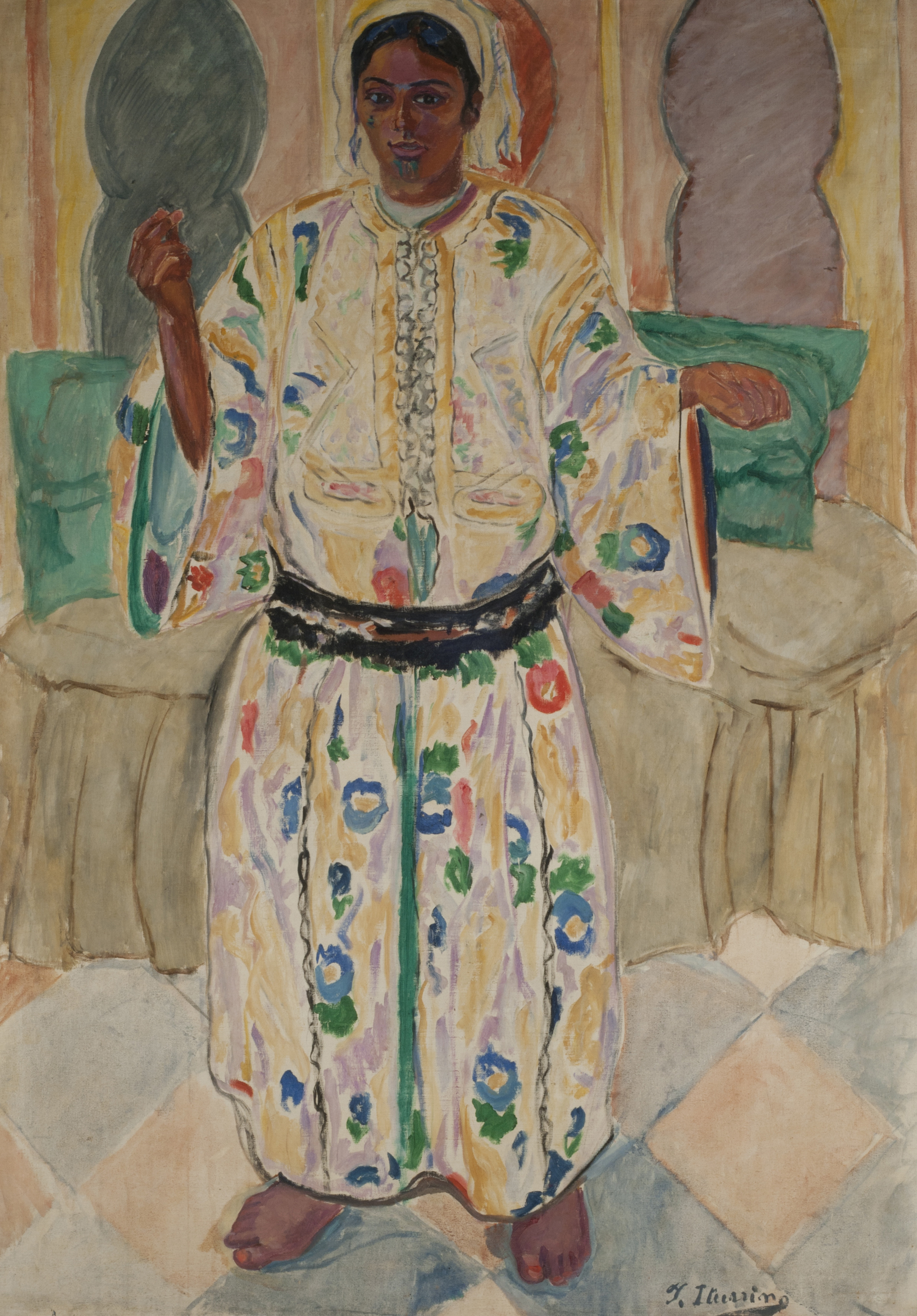
Mujer mora - Francisco Iturrino

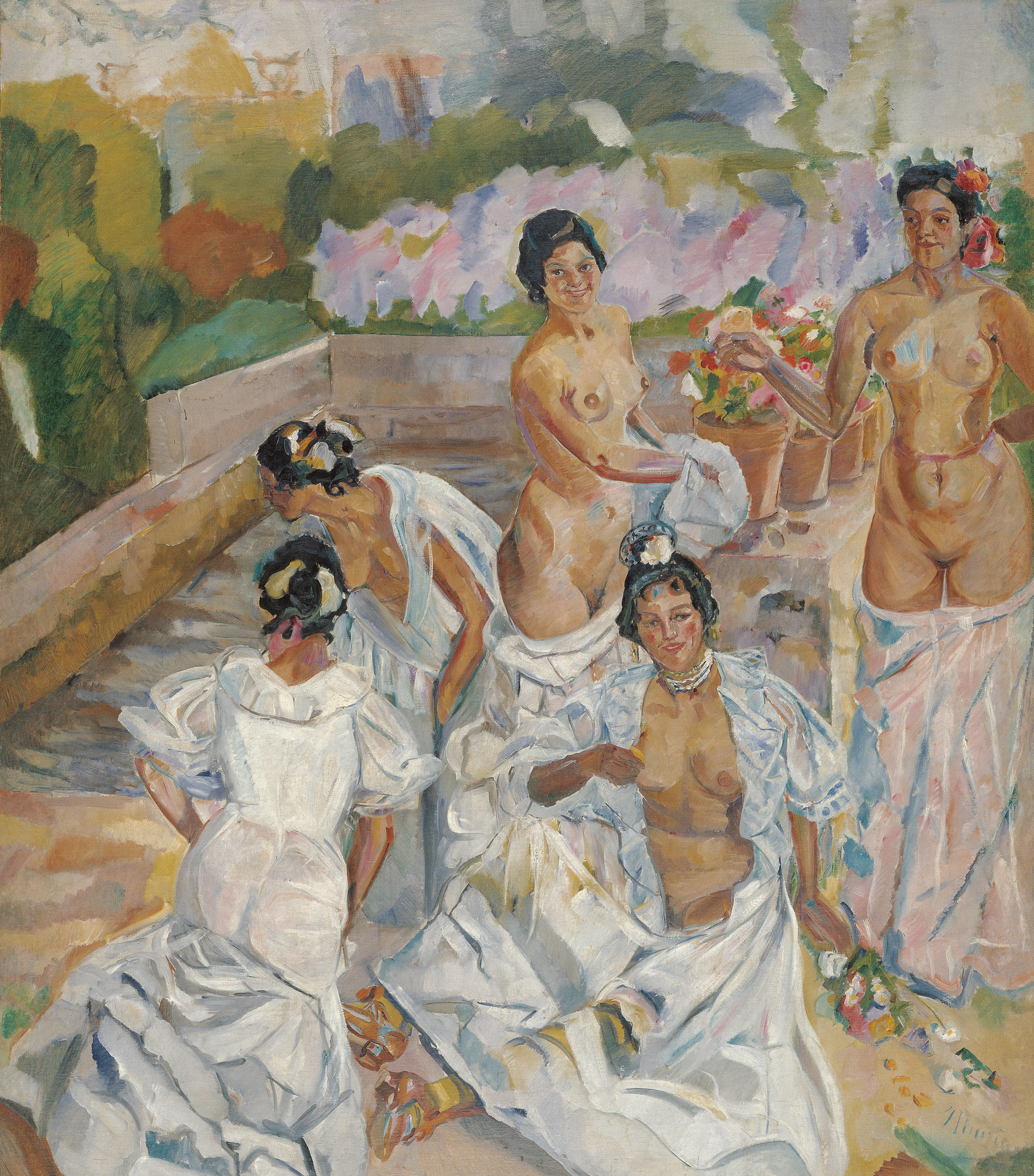
El baño (Sevilla), 1908, óleo sobre lienzo, 200 x 174 cm, Málaga, Museo Carmen Thyssen.

- Muchachas iniciando una carrera, 1895-98
- Caballos y galgos, 1902
- Encuentro en Córdoba, 1907
- Lavanderas, 1905-11
- Manolas, 1908-09
- El baño (Sevilla) 1908 - Museo Carmen Thyssen Málaga
- Mujer mora, 1912 - Museo Nacional de Bellas Artes (Argentina)
- Odalisca, 1912
- Jardín de Málaga, 1916-17 - Museo Reina Sofía
- Escena campera, 1912-14